# Fenerbahçe Spor Kulübü 2015-2016 (calcio)
Questa pagina raccoglie i dati riguardanti la sezione calcistica del Fenerbahçe Spor Kulübü nelle competizioni ufficiali della stagione 2015-2016.

## Rosa
| N. |                        | Ruolo | Calciatore         |
| -- | ---------------------- | ----- | ------------------ |
| 1  | Turchia (bandiera)     | P     | Volkan Demirel     |
| 3  | Turchia (bandiera)     | D     | Hasan Ali Kaldırım |
| 4  | Danimarca (bandiera)   | D     | Simon Kjær         |
| 5  | Turchia (bandiera)     | C     | Mehmet Topal       |
| 6  | Brasile (bandiera)     | C     | Josef Dias         |
| 8  | Turchia (bandiera)     | C     | Ozan Tufan         |
| 9  | Brasile (bandiera)     | A     | Fernandão          |
| 10 | Brasile (bandiera)     | C     | Diego              |
| 11 | Paesi Bassi (bandiera) | A     | Robin van Persie   |
| 14 | Portogallo (bandiera)  | C     | Raul Meireles      |
| 15 | Turchia (bandiera)     | C     | Uygar Zeybek       |
| 17 | Portogallo (bandiera)  | C     | Nani               |
| 19 | Turchia (bandiera)     | C     | Şener Özbayraklı   |

| N. |                       | Ruolo | Calciatore        |
| -- | --------------------- | ----- | ----------------- |
| 20 | Turchia (bandiera)    | C     | Volkan Şen        |
| 22 | Portogallo (bandiera) | D     | Bruno Alves       |
| 24 | Rep. Ceca (bandiera)  | D     | Michal Kadlec     |
| 25 | Turchia (bandiera)    | P     | Ertuğrul Taşkıran |
| 26 | Turchia (bandiera)    | C     | Alper Potuk       |
| 29 | Nigeria (bandiera)    | A     | Emmanuel Emenike  |
| 38 | Turchia (bandiera)    | C     | Mehmet Topuz      |
| 40 | Brasile (bandiera)    | P     | Fabiano           |
| 50 | Serbia (bandiera)     | D     | Lazar Marković    |
| 53 | Senegal (bandiera)    | D     | Abdoulaye Ba      |
| 54 | Turchia (bandiera)    | P     | Erten Ersu        |
| 77 | Turchia (bandiera)    | D     | Gökhan Gönül      |
| 88 | Turchia (bandiera)    | C     | Caner Erkin       |